# Redona
Redona [ɾeˈdoːna] (Redùna [ɾɛˈduna] in dialetto bergamasco) è un quartiere di Bergamo, adiacente a quello di Monterosso e al comune di Torre Boldone. Fino al 2009 faceva parte della circoscrizione 5, poi accorpata nella circoscrizione 3.
Essa fu comune autonomo fino al 1927, quando con regio decreto del 10 febbraio fu unita al territorio comunale di Bergamo insieme a Colognola, Grumello del Piano e Valtesse.
Dal punto di vista territoriale, oltre alla presenza della roggia Serio Grande, spicca il colle Maresana, con altitudine intorno ai 450 metri, che contorna i comuni di Torre Boldone e Ponteranica, attraversando per l'appunto il quartiere bergamasco. Si distingue per la fiorente attività sportiva ,commerciale e per l attaccamento del suo popolo

## Origine del nome

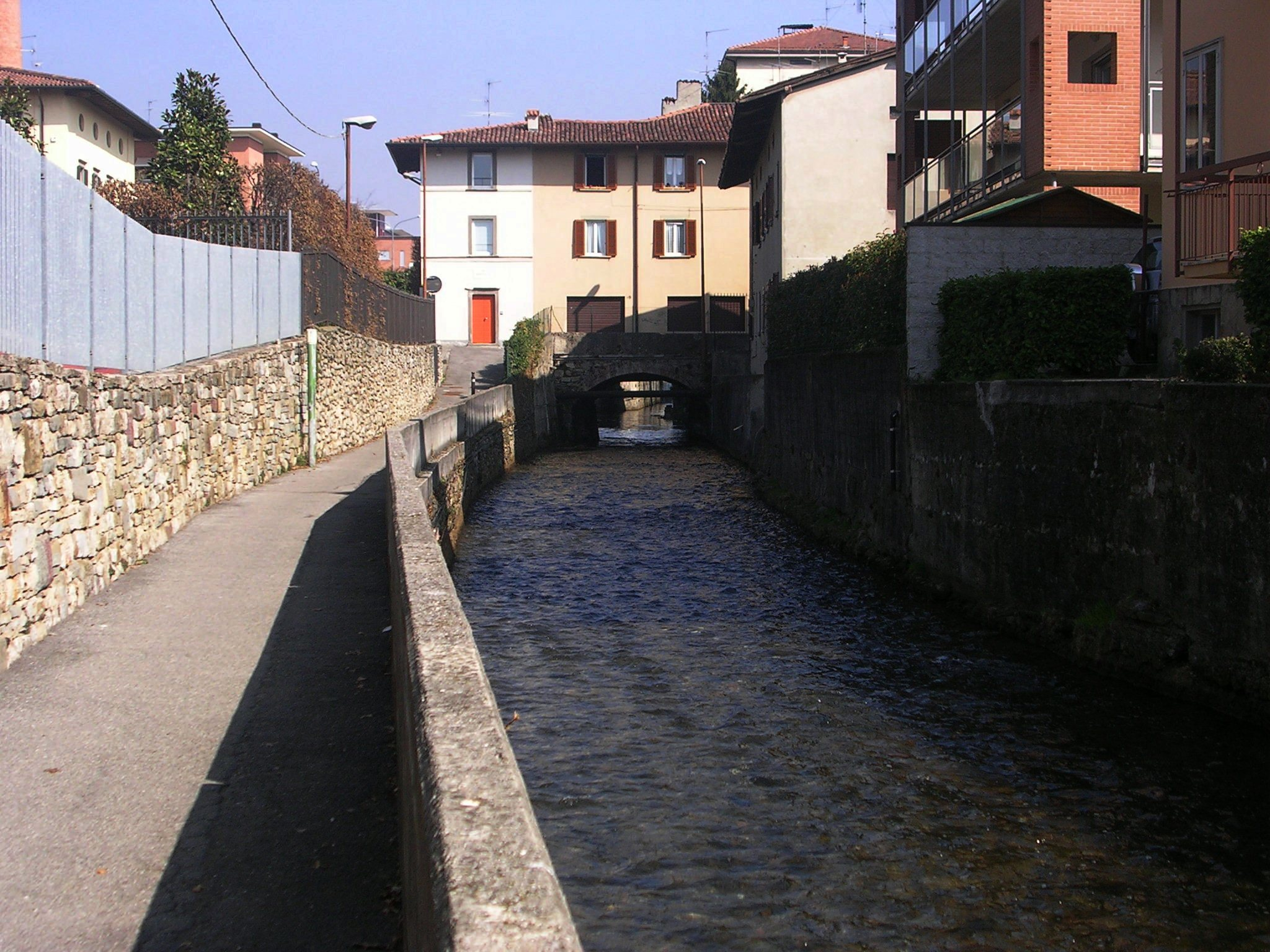
La roggia Serio Grande

Per comprendere il significato del toponimo Redona vanno considerati due aspetti storici del territorio sul quale sorge il quartiere: gli antichi insediamenti dell'attuale provincia di Bergamo erano formati dalla popolazione dei Celti, fino al 49 a.C. quando Bergamo diviene città romana, con privilegio del municipium; fino ai primi decenni del novecento Redona è essenzialmente un villaggio agricolo, con una zona collinare ed una zona pianeggiante (ancora oggi denominata I Piane).
I nomi di molte località della zona sono quindi segnati dalla cultura e dalla presenza in passato di celti e romani. In linguaggio celtico i termini reidh, reodh, riudh significano “campo”, mentre rode significa “campo dissodato”, cioè un terreno agricolo dove sorgeva della boscaglia (anche in tedesco rode ha tale significato). Sempre in celtico –on, -ion significano “luogo”. Nel Medio Evo il villaggio Redona veniva denominato Raodona, Raudona e Redonam. Per questi dati il significato del termina “Redona” è “luogo del campo dissodato”.

## Monumenti e luoghi d'interesse

### Architetture religiose

#### Chiesa di San Lorenzo Martire

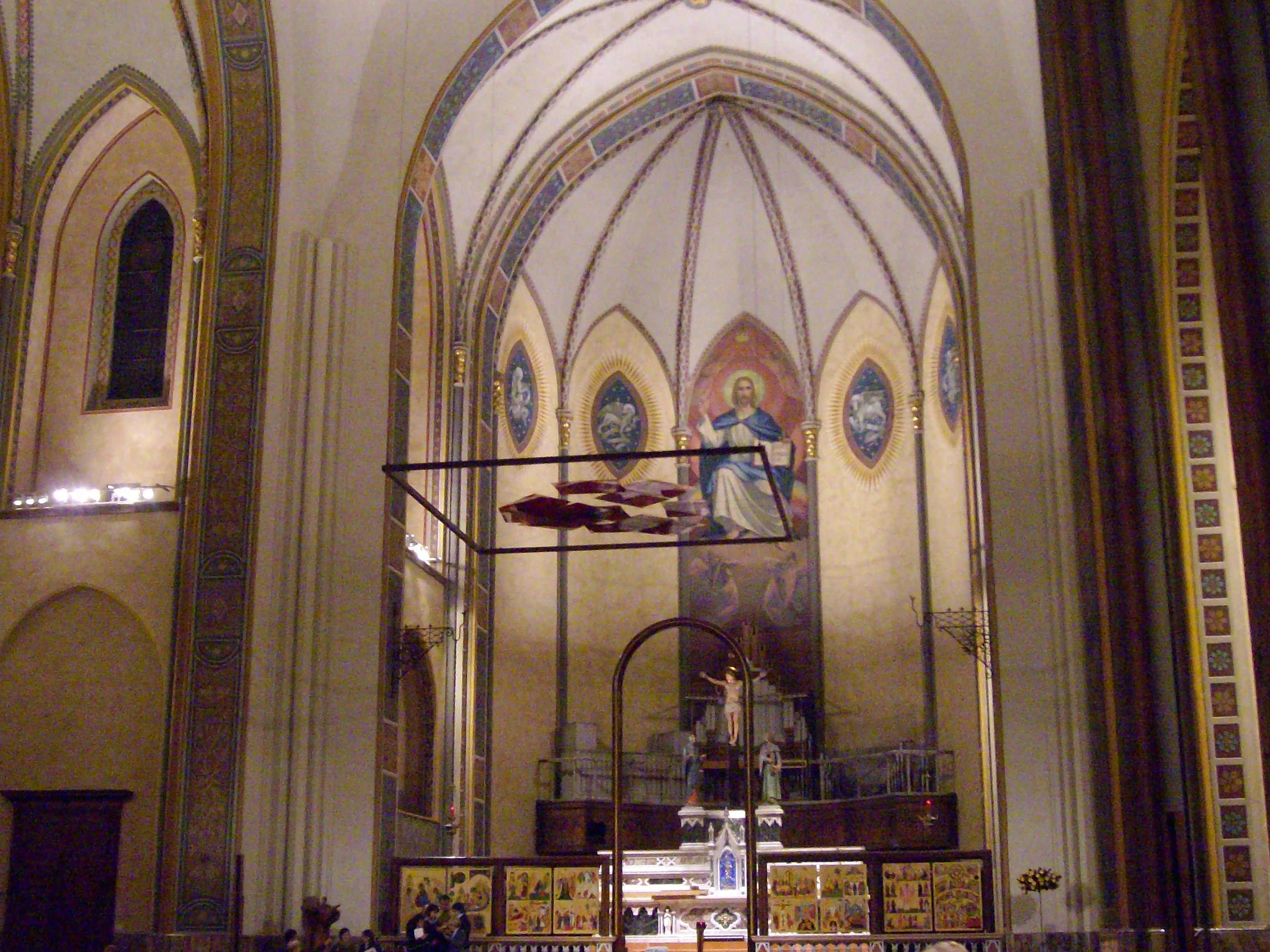
Interno della Chiesa San Lorenzo Martire di Redona dopo il restauro

Edificio in stile neogotico. La costruzione della chiesa è iniziata nel 1873 su progetto dell'architetto Giovanni Cuminetti, al quale subentra nel 1897 l'architetto Elia Fornoni fino all'ultimazione dell'opera. I lavori durano più di trent'anni e vedono la partecipazione tenace e generosa anche di molti parrocchiani.
La benedizione dell'edificio è del 1907, mentre la consacrazione avviene il 30 ottobre 1909 da parte del vescovo Giacomo Maria Radini Tedeschi, personalità a cui tra l'altro è dedicata una via dello stesso quartiere.
Il portico esterno e le decorazioni interne, previste da progetto, non furono eseguite. L'inizio della prima guerra mondiale causò la completa sospensione dei lavori: solo nel 1931 compare all'interno il pulpito ligneo, e nel 1945 i dipinti della Via Crucis di Umberto Marigliani.
Gli anni seguenti la fine della seconda guerra mondiale portano il completamento delle decorazioni interne: le vetrate di Claudio Nani, i dipinti e gli affreschi di Pasquale Arzuffi, Luigi Arzuffi e Angelo Bonfanti, le opere della famiglia Taragni.
Il terzo importante periodo nella storia della chiesa di Redona è a cavallo fra gli anni settanta e ottanta, nel quale ancora diversi artisti redonesi (spesso parenti degli autori delle prime decorazioni) portano nuovi elementi dentro e fuori dall'edificio, consentendo anche l'adeguamento alle riforme previste dal Concilio Vaticano II. Nel 1977 è eseguito il portale in legno dallo scultore Franco Daverio. Nel 1986 l'architetto Bruno Cassinelli disegna il nuovo altare e ambone in legno, posti su una pedana lignea come prolungamento dell'originale presbiterio. La chiesa è impreziosita anche con opere d'arte moderna: quadri del pittore Maurizio Bonfanti che riportano su grandi tele immagini della condizione umana, dei problemi sociali e della genesi dell'uomo; sculture degli artisti Franco Daverio e Gregorio Cividini raffiguranti elementi simbolici e posizionate sulle facciate esterne; una serie di icone astratte di Cosetta Arzuffi poste sulla balaustra alle spalle del nuovo altare in legno..
Nel 2009 la chiesa è stata sottoposta a restauro: la sistemazione del tetto e il rifacimento di tutti gli impianti interni. Anche gli affreschi e i dipinti sono stati sottoposti a un'accurata pulitura che ha riportato alla luce i colori originari. Sono state riaperte le bifore nei transetti che hanno portato una nuova luminosità all'interno della chiesa. I lavori sono terminati a ottobre 2009, per il centenario dalla consacrazione.

### Altro

#### Monastero e Chiesa di San Giorgio
Sul territorio di Redona vi era anche il monastero con chiesa di San Giorgio di cui non rimane nessuna traccia.

### Aree naturali

#### Parco Turani
Nel quartiere è presente il Parco Turani con una superficie di 36.000 metri quadrati.

## Infrastrutture e trasporti

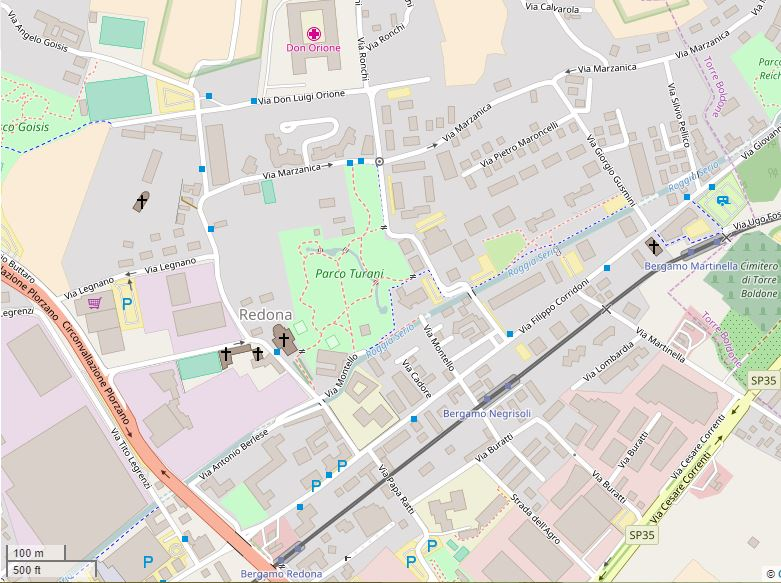
Le tre fermate su OSM.

La stazione di Redona si trovava lungo la ferrovia della Valle Seriana, aperta al servizio pubblico fra il 1884 e il 1967.
La nuova tranvia Bergamo-Albino, aperta nel 2009 sul sedime della soppressa ferrovia, serve il quartiere con tre fermate: Bergamo Redona, Bergamo Negrisoli – posta nei pressi della vecchia stazione – e Bergamo Martinella.

## Sport

### Calcio

#### Ares Redona Calcio
La squadra locale, Ares Redona Calcio, militante nel campionato di seconda categoria bergamasco, con settore giovanile e sezioni giovanissimi, allievi e juniores. 

#### Altre squadre
Dal 2005 sono presenti sul territorio anche l'Associazione Sportiva Redonese, che vanta una squadra nel campionato provinciale CSI di calcio a 5, e l'F.C. Redona, con una squadra iscritta al campionato provinciale CSI di calcio a 7 giocatori.

### Pallavolo
La pallavolo, rappresentata dalla Ares Redona Sezione Pallavolo.